# C-Tec
C-Tec é uma banda de música industrial liderado pelo vocalista do Front 242, Jean-Luc De Meyer e do membro do grupo Cubanate Marc Heal com membros do Nitzer Ebb e Crisis N.T.I..
Seu inicial original era The Cyber-Tec Project, quando foi formado originalmente em 1995.

## Discografia

### Álbuns
- Darker - 1997
- Cut - 2000